# Народно-демократическая партия Афганистана
Народно-демократическая партия Афганистана (НДПА; перс. حزب دموکراتیک خلق افغانستان‎, пушту د افغانستان د خلق دموکراټیک ګوند‎: Da Afghanistān da khalq dimukrātīk gund) — марксистско-ленинская партия, существовавшая в Демократической Республике Афганистан в 1965—1992 гг.; в последние 3 года своего существования она называлась «Ватан» (перс. وطن‎ — «Отечество»).
Основана 1 января 1965 года журналистом Нуром Мухаммедом Тараки. В 1967 в партии произошёл раскол на радикальную фракцию «Хальк» (перс. خلق‎ — «Народ») и более умеренную «Парчам» (перс. پرچم‎ — «Знамя»), которую возглавил Б. Кармаль.
В 1978 офицеры — члены НДПА совершили Апрельскую революцию и привели партию к власти. На этот момент партия насчитывала 18 тыс. членов. Ошибки в проведении НДПА социально-экономических реформ вызвали массовое недовольство в стране и рост вооружённого сопротивления. В партии обострилась фракционная борьба, в результате чего 1 июля 1978 лидер парчамистов Б. Кармаль был отстранён от занимаемой должности и был отправлен послом в ЧССР. Кроме того, в результате внутрипартийных интриг в сентябре 1979 Н. М. Тараки был отстранён от власти и вскоре убит по распоряжению нового лидера партии Хафизуллы Амина. Ввиду политической нестабильности в государстве НДПА призвала советские войска, что привело к Афганской войне (1979—1989). В ходе операции, проведённой советским спецназом 27 декабря 1979 года, Х. Амин был убит, а к руководству партией приведён просоветски ориентированный Б. Кармаль.
Под влиянием Перестройки в СССР партия отказалась от ряда базовых пунктов идеологии и пошла на компромисс с вооружённой оппозицией. В 1990 на Втором съезде партии (18-й пленум) НДПА изменила свою теоретическую базу, приняла новый манифест и сменила название на Ватан («Отечество»). Партия «Ватан» являлась правящей в Афганистане до 1992 г. После распада СССР и утраты советской помощи, партия потеряла власть и самораспустилась. Часть сторонников фракции «Парчам» (главным образом непуштуны) присоединились к отрядам Ахмад Шах Масуда, а бывшие халькисты и пронаджибовские парчамисты пошли на союз с Г. Хекматиаром.
В 2002 году на базе партии «Ватан» была создана Афганская демократическая партия Ватан.

## Идеология
Согласно принятой после «саурской революции» конституции Афганистан мыслился «демократическим государством всего трудового мусульманского народа» (خلق: хальк). К трудящимся относились рабочие, крестьяне, ремесленники, кочевники и интеллигенция. Вообще термин революция (انقلاب: инкилаб) являлся эталоном форсированной модернизации. Помимо демократии ценностью объявлялся прогресс. НДПА в духе ленинизма воспринимала себя как партию (حزب: хизб), «авангард», выражающий волю народа. Большая роль госслужбам (څارندوی: царандой), которые играли важную роль в жизни республики (جمهوری: джумхурия). Мусульманам декларировалась свобода (ازاده: азади) отправления культа. Врагами объявлялся империализм, сионизм и колониализм, а также нищета, безграмотность и феодальные пережитки.

## Создание партии и первые годы деятельности

### Создание партии
Народно-демократическая партия Афганистана провела свой первый (учредительный) съезд в Кабуле 1 января 1965 года в доме журналиста Нур Мухаммеда Тараки. Н. М. Тараки был избран Генеральным секретарём НДПА, Бабрак Кармаль — заместителем генерального секретаря, был также избран ЦК из пяти членов. Позже Н. М. Тараки была создана газета «Хальк» (орган НДПА), которая была закрыта 23 мая 1966 году правительством Захир-Шаха как антиисламская, антиконституционная и антимонархическая.
В сентябре 1965 года кандидаты НДПА участвовали в первых сравнительно свободных выборах в стране; в парламент были избраны четверо из них, включая Бабрака Кармаля и Анахиту Ратебзад — одну из четырёх первых женщин-депутатов в истории страны.

### «Хальк» и «Парчам»
Через два года после создания, в мае 1967 года, НДПА раскололась на две фракции — «Хальк» («Народ») во главе с Нур Мухаммед Тараки и «Парчам» («Знамя») во главе с Б. Кармалем. Из числа членов ЦК НДПА, избранных на 1 съезде партии, к Н. М. Тараки примкнули Салех Мухаммад Зерай и Тахер Бадахши, а к Б. Кармалю — Гулям Дастагир Панджшери, Шахрулла Шахпар и Султан Али Кештманд.
Разногласия между фракциями касались идеологических и экономических вопросов и, кроме того, отличались по этническому и социальному составу. Фракция «Хальк» («Народ») состояла большей частью из пуштунов и сельского населения, а во фракции «Парчам» преобладали представители городского населения, в основном среднего и высшего классов (главным образом таджики). Лидер «Хальк» Н. М. Тараки придерживался радикальных взглядов на строительство социализма в Афганистане, в то время как лидер «Парчам» Б. Кармаль считал афганское общество слишком слаборазвитым для того, чтобы руководствоваться идеями ленинизма о социалистическом строительстве и предлагал делать упор в партийной работе на национально-освободительные, антиимпериалистические принципы. С марта 1968 по июль 1969 фракция Б. Кармаля издавала собственную газету «Парчам», более лояльную к Захир-Шаху, чем «Хальк», за что подвергалась постоянным нападкам со стороны фракции Н. М. Тараки.
В 1969 году кандидаты НДПА участвовали в парламентских выборах, при этом в парламент не прошёл ни один из представителей «Хальк», единственным членом парламента от халькистов стал Х. Амин.
В 1973 НДПА поддержала приход к власти в Кабуле М. Дауда и установление в Афганистане республики. Отсутствие у режима М. Дауда массовой базы, а также слабость и раздробленность политических группировок местной буржуазии заставили М. Дауда искать сотрудничество с организациями НДПА, особенно с фракцией «Парчам». Впервые в афганской истории некоторый доступ к делам управления получили представители нетрадиционных классовых сил. В составе Центрального Комитета Революции 4 члена ЦК были членами НДПА (3 «парчамиста» и 1 «халькист»). Членами фракции «Парчам» также были 6 губернаторов из 26 и 64 начальников уезда из 140.

### Примирение
Руководство КПСС играло роль арбитра в отношениях между фракциями. При этом КПСС не считала НДПА братской партией. Лидеры НДПА в свою очередь, признавали руководящую роль КПСС в мировом революционном движении, но при этом НДПА не участвовала в дискуссии «маоистских» компартий с «ревизионистами» (хрущевцами, брежневистами, еврокоммунистами, ходжаистами). Главным внешнеполитическим партнёром для НДПА был международный отдел ЦК КПСС, а также стоящие на просоветских позициях компартии в Иране, Пакистане и Индии.
Благодаря посредничеству советского руководства в марте 1977 года удалось достичь соглашения о восстановлении единства НДПА, и в июле того же года обе фракции впервые провели совместное заседание после 10-летнего разрыва. В состав вновь избранного Политбюро ЦК НДПА вошли пять представителей «Хальк» и пять — от «Парчам». Но, несмотря на формальное примирение, вооружённые и финансовые органы фракций продолжали действовать независимо друг от друга.
Руководством НДПА в конце 1977 был принят курс на свержение режима М. Дауда. Восстание планировалось начать осенью 1978, но по вопросам стратегии и тактики снова начались серьёзные межфракционные разногласия. «Халькисты» предлагали подготовить вооружённый переворот с помощью верных НДПА офицеров афганской армии и в подходящий момент убить М. Дауда. Б. Кармаль и его сторонники, наоборот, выдвинули «идею всенародной стачки». Но в действительности события начали развиваться раньше сроков, намеченных НДПА.

## Период руководства «Хальк»

### Апрельская революция

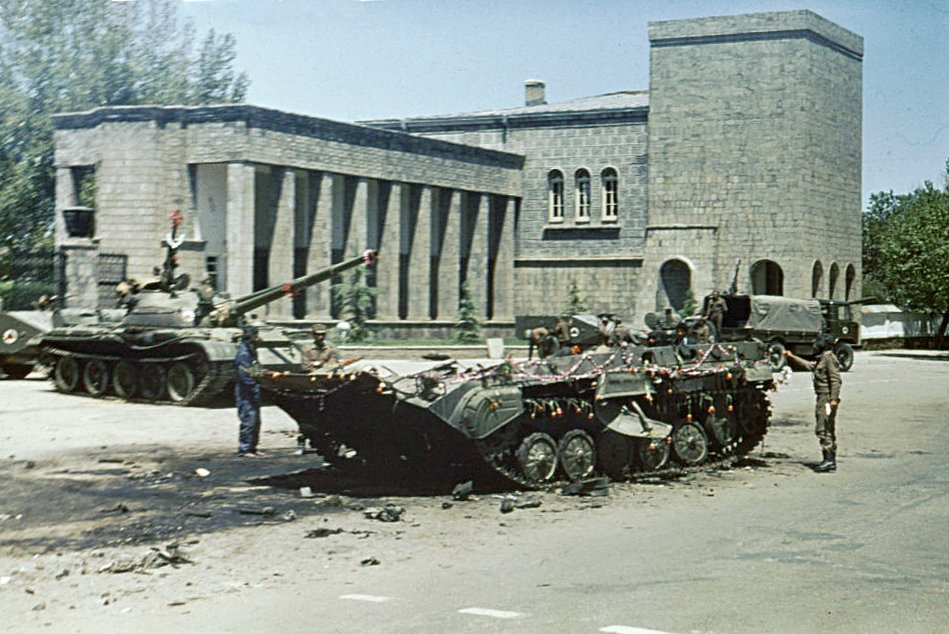
Улицы Кабула 28 апреля 1978

Накануне апрельских событий 1978 года в рядах НДПА состояло 17 800 человек, из них 5 тысяч (по другим данным 2 тысячи) — в вооружённых силах, из них 80 % — офицеры. 94 % из них были «халькистами» и поддерживали курс на скорейшее свержение режима Дауда и проведение в стране кардинальных экономических и политических изменений.
В апреле 1978 по приказу министра внутренних дел генерала Абдуллы Нуристани был убит видный член фракции «Парчам» и её идеолог Мир Акбар Хайбер. Оппозиция ответила 15-тысячной демонстрацией своих сторонников, которые несли красные флаги и выкрикивали антиправительственные лозунги. Н. М. Тараки выступил на митинге перед посольством США и обвинил ЦРУ в причастности к происходящим событиям.
Дауд 26 апреля арестовал лидеров НДПА, а также уволил 200 неблагонадёжных армейских офицеров. Хафизулла Амин, оказавшийся под домашним арестом, через связных дал сигнал начать вооружённое восстание. В 6 часов утра 27 апреля в окрестностях кабульского зоопарка состоялось заседание координационной группы по руководству военным переворотом в составе Саида Мухаммеда Гулябзоя (ответственный за ВВС и ПВО), Асадуллы Найяма (ответственный за 4-ю танковую бригаду), Амина Наймаана (ответственный за зенитно-ракетную бригаду) и Мухаммеда Дуста (ответственный за 32-й полк «командос»). Решено было блокировать части президентской гвардии в местах её дислокации, а также захватить президентский дворец и убить М. Дауда.
В течение 27 апреля президентский дворец был захвачен, а М. Дауд, отказавшийся сдаться, был убит вместе с семьёй. Был создан Военный Революционный Совет (ВРС). 30 апреля 1978 года ВРС объявил Декрет № 1, который передавал свои полномочия Революционному Совету, объявленному высшим органом государственной власти, и влился в его состав. Было провозглашено создание Демократической Республики Афганистан (ДРА). Главой государства стал Нур Мухаммед Тараки, его заместителем Бабрак Кармаль, а министром иностранных дел и первым заместителем премьера, по предложению Тараки, был назначен Хафизулла Амин. Были сформированы новое правительство и судебные органы, а также назначены новые губернаторы и командиры корпусов и дивизий.

### Первые реформы
Придя к власти, партия осуществила ряд социально-экономических реформ. Правительство способствовало распространению государственного атеизма. Мужчинам было предписано брить бороды, женщинам разрешили не носить паранджу, и большинство мечетей были закрыты в годы правления фракции Хальк. Мечети вновь открылись в 80-х, потому что партия пыталась завоевать больше сторонников. Правительство также провело новую земельную реформу.
Программа НДПА «Основные направления революционных задач» предусматривала проведение в стране антифеодальных и демократических реформ. Важнейшей составной частью преобразований стала земельно-водная реформа. Правительство освободило от задолженности ростовщикам и помещикам свыше 11 миллионов крестьян, 335 тысячам крестьянских семей было предоставлено право на бесплатное владение землёй. Был взят курс на создание государственного сектора в экономике. Реформы предусматривали создание демократического светского государства и отстранения ислама от политической деятельности. В культурной сфере началась кампания по ликвидации неграмотности и развития образования. Все эти и другие начинания довольно скоро натолкнулись на общую отсталость страны, вступили в противоречие с религиозными и национальными постулатами и традициями.
После прихода НДПА к власти, некоторые местные традиции попали под запрет. Например запретили выкуп за невесту и принудительные браки, минимальный возраст для вступления в брак был также поднят. Они также подчеркнули важность образования в Афганистане. Правительство начало ликвидацию неграмотности среди женщин и мужчин. Эти новые реформы не были хорошо восприняты большинством афганского населения (особенно в сельской местности). Многие представители крайне консервативных племён из сельской местности считали эти реформы противоречащими исламу и рассматривали их как принудительный подход к западной культуре в афганском обществе. В то же время, городское население в Афганистане поддерживало модернизацию общества и страны.
Первые же трудности на пути осуществления реформ (июнь-август 1978 г.) привели к обострению межфракционных разногласий в Народно-демократической партии. Начинается лихорадка кадровых перемещений в аппарате НДПА, в государственных и правительственных ведомствах, сопровождающаяся поиском «врагов народа». Указы о перемещениях и арестах подписывает сам Н. М. Тараки. Прежде всего, гонения обрушиваются на сторонников «Парчам». Послами за рубеж уезжают: в Иран — М. Наджибулла, работавший секретарем Кабульского горкома НДПА, в США — Hyp Ахмад Hyp — возглавлявший министерство внутренних дел, в Югославию — Анахита Ратебзад, министр социального обеспечения, в Чехословакию — Бабрак Кармаль, снятый с постов первого заместителя главы государства и первого вице-премьера правительства. В августе 1978 г. арестована группа «изменников и контрреволюционеров» — ведущих государственных деятелей, офицеров армии, служб безопасности и внутренних дел. Среди них такой известный и авторитетный партийный и государственный деятель как С. А. Кештманд.
В августе было объявлено о ликвидации «антигосударственного заговора группы близоруких и связанных с реакцией и империализмом элементов». Были арестованы министр обороны генерал-майор Абдул Кадыр, начальник Генштаба генерал-лейтенант Шахпур Ахмадзай и многие другие офицеры и чиновники — в большинстве своём члены и сторонники фракции «Парчам». Только в октябре 1978 года из вооружённых сил было уволено порядка 800 офицеров и унтер-офицеров.

## Период руководства «Парчам»

### Национальное примирение
Бабрак Кармаль и несколько его сторонников были тайно привезены в Афганистан 23 декабря и находились в Баграме среди советских военнослужащих. В ходе операции «Шторм-333» 27 декабря 1979 года дворец Тадж-Бек был взят силами спецподразделений КГБ СССР и Советской Армии, а Хафизулла Амин был убит. В ночь с 27 на 28 декабря в Кабул из Баграма под охраной сотрудников КГБ и десантников прибыл Б. Кармаль. Радио Кабула передало обращение нового правителя к афганскому народу, в котором был провозглашен «второй этап революции». Советская газета «Правда» 29 декабря написала, что «в результате поднявшейся волны народного гнева Амин вместе со своими приспешниками предстал перед справедливым народным судом и был казнён». Бабрак Кармаль стал председателем Революционного совета Афганистана и генеральным секретарём НДПА (до 1986), а также премьер-министром Афганистана (до 1981).
11 января 1980 года состоялся пленум ЦК НДПА, который сформировал новый состав руководящих органов партии. В политбюро вошли Бабрак Кармаль, Асадулла Сарвари, Анахита Ратебзад, Султан Али Кештманд, Салех Мухаммад Зирай, Гулам Дастагир Панджшири и Нур Ахмад Нур. 11 июня 1981 года в состав политбюро были довыбраны военные: Мохаммад Аслам Ватанджар, Мохаммед Рафи и будущий глава страны Мохаммад Наджибулла. Тогда же было принято решение о создании Национального отечественного фронта с расширенным представительством политических и общественных сил.
Позже Москва стала обвинять Кармаля в нарастающих в стране проблемах. Годы спустя, когда неспособность Кармаля укрепить своё правительство стало очевидным, Михаил Горбачёв, тогдашний генеральный секретарь ЦК КПСС, сказал:
Главная причина, что не было национальной консолидации до сих пор является то, что товарищ Кармаль надеется продолжать участвовать в Кабуле с нашей помощью.
Во времена Кармаля в афганской армии начались волны дезертирства. Очень многие дезертиры переходили на сторону моджахедов.
4 мая 1986 года на 18-м пленуме ЦК НДПА Б. Кармаль «по состоянию здоровья» подал в отставку (оставшись членом политбюро и председателем президиума Революционного Совета). На посту лидера партии его сменил 39-летний Мохаммад Наджибулла, а шесть месяцев спустя Б. Кармаль был освобожден и от должности главы государства (его обязанности временно исполнял Хаджи Мохаммад Чамкани). Кармаль затем переехал (или якобы был сослан) в Москву.
В конце 1986 года в НДПА влились 4 леводемократических организации, а в январе 1987 — партия «Сафза» («Революционная организация трудящихся»).
Наджибулла 15 января 1987 года объявил политику национального примирения, одностороннего прекращения огня и прекращения боевых операций (до 15 июля) и начал переговоры с рядом представителей моджахедов. К лету бывшие мятежники возглавили 4 провинции и 14 уездов, 5 бывших министров вошли в состав правительства.

### 1989—1991
Советский Союз вывел последние войска в феврале 1989 года, но продолжал оказывать всю возможную военную помощь, что продолжалось до распада СССР в 1991 году.
Вывод советских войск в конце 1989 года изменил внутриполитическую обстановку в стране, сделав власть НДПА более хрупкой. В марте 1990 года министр обороны и начальник штаба вооружённых сил Шахнаваз Танай совершил неудачную попытку государственного переворота и был вынужден бежать из страны. Наджибулла оставался у руководства. В июне 1990 года НДПА была переименована в Партию Ватан, а марксизм-ленинизм перестал быть основной доктриной партии.

## Реформа партии и утрата власти
В 1991 году Советский Союз перестал существовать. Поддержка Наджибулле полностью прекратилась. В апреле 1992 года правление НДПА/«Ватан» в Афганистане прекратилось, в Кабул вошли отряды моджахедов. 27 сентября 1996 года Наджибулла убит талибами в Кабуле.